# Paraleptoneta bellesi
 (juin 2021).
 (juin 2021).
- Si vous ne connaissez pas le sujet, laissez ce bandeau (vous pouvez alors contacter les auteurs).
- Si vous supprimez le contenu mis en cause (vous pouvez préalablement contacter les auteurs),

argumentez précisément cette suppression dans la page de discussion
(un manque de référence n'est pas un argument ; une recherche réelle de référence doit avoir été effectuée, être formellement documentée).
Espèce
Paraleptoneta bellesi est une espèce d'araignées aranéomorphes de la famille des Leptonetidae.

## Distribution
Cette espèce est endémique de Tunisie. Elle se rencontre dans des grottes.

## Publication originale
- Carlos Ribera Almerje et André Lopez-Moncet, « Résultats d'une campagne biospéologique en Tunisie et description d'une espèce nouvelle de Leptonetidae (Araneae): Paraleptoneta bellesi », Revue arachnologique, vol. 4,‎ 1982, p. 57-64 (ISSN 0398-4346).